# Turban Geyser
Pour les articles homonymes, voir Turban (homonymie).
Turban Geyser est un geyser de type « fontaine » situé dans le Upper Geyser Basin dans le parc national de Yellowstone aux États-Unis.
Il fait partie du système géothermique de Grand Geyser. Quelques heures avant l'éruption de Grand, Turban entre en éruption toutes les quinze à vingt-cinq minutes, chaque éruption durant cinq minutes avec un jet d'eau de deux à trois mètres de hauteur. Pendant l'éruption de Grand Geyser, Turban Geyser est en éruption continue, avec un jet d'eau pouvant atteindre six mètres de hauteur. Lorsque l'éruption de Grand Geyser est terminée, Turban Geyser continue ses éruptions intermittentes pendant environ une heure, de même que Vent Geyser. Il est parfois impossible de voir les éruptions de Turban Geyser, lorsqu'elles sont cachées par la vapeur et le jet d'eau de Grand Geyser.